# Isolation (film 2015)
Isolation - Pericolo alle Bahamas (Isolation) è un film del 2015 diretto da Shane Dax Taylor.
La pellicola, di produzione statunitense, è uscita nei cinema il 31 ottobre 2015.

## Trama
Ispirato a fatti realmente accaduti. Isolation racconta di una coppia, Creighton e Lydia Masterson, in vacanza su un'isola delle Bahamas. I due diventano bersaglio di sociopatici nonché moderni pirati, le cui intenzioni non sono amichevoli come hanno fatto inizialmente credere.